# البعثة الصفراء

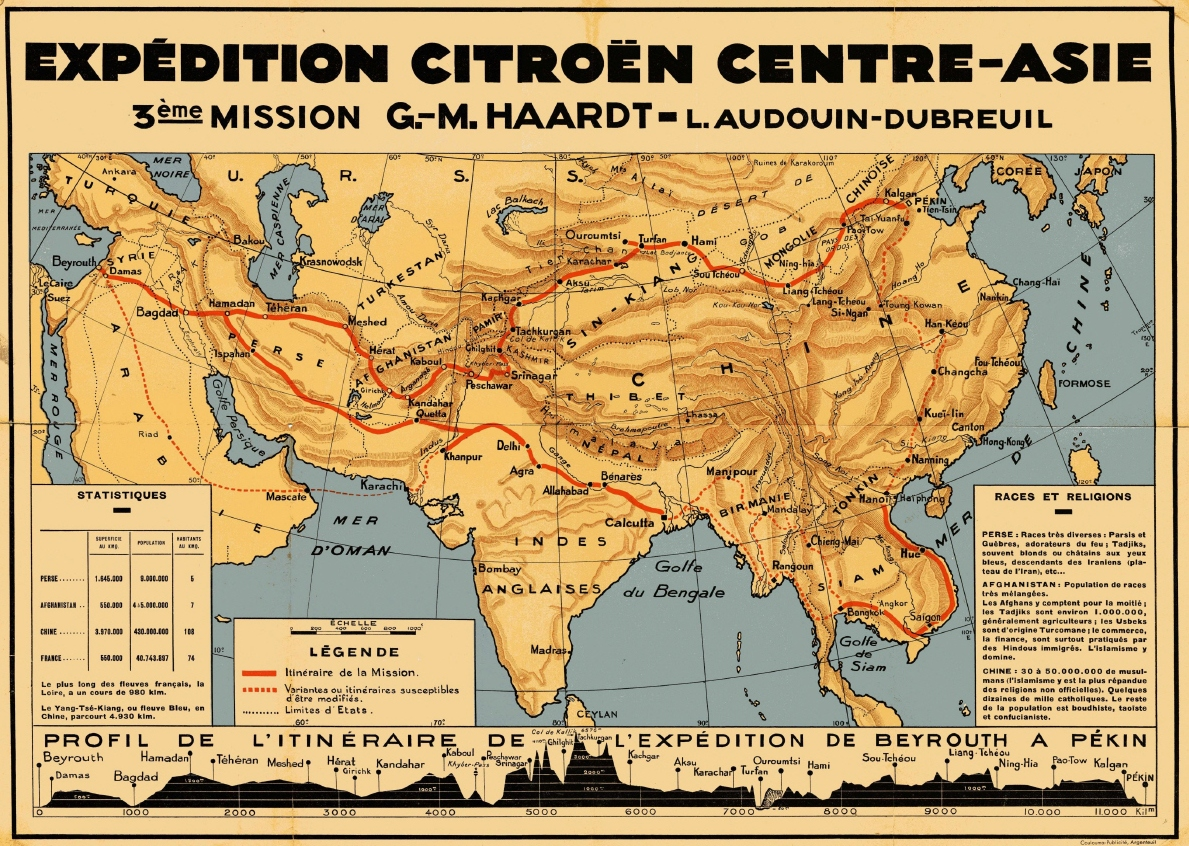
المسارات المخططة في الأصل للرحلة الاستكشافية

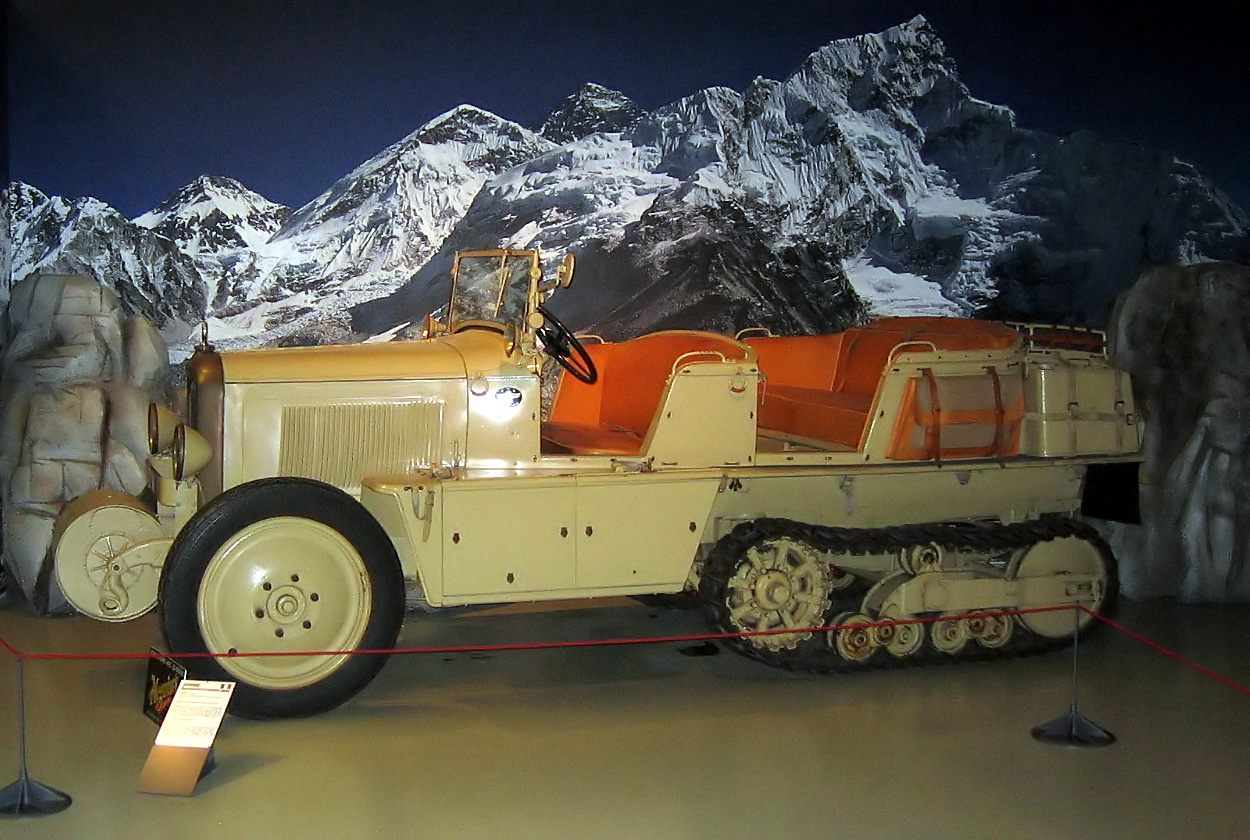
مركبة الرحلة والبعثة الاستكشافية (P17 Kégresse track)

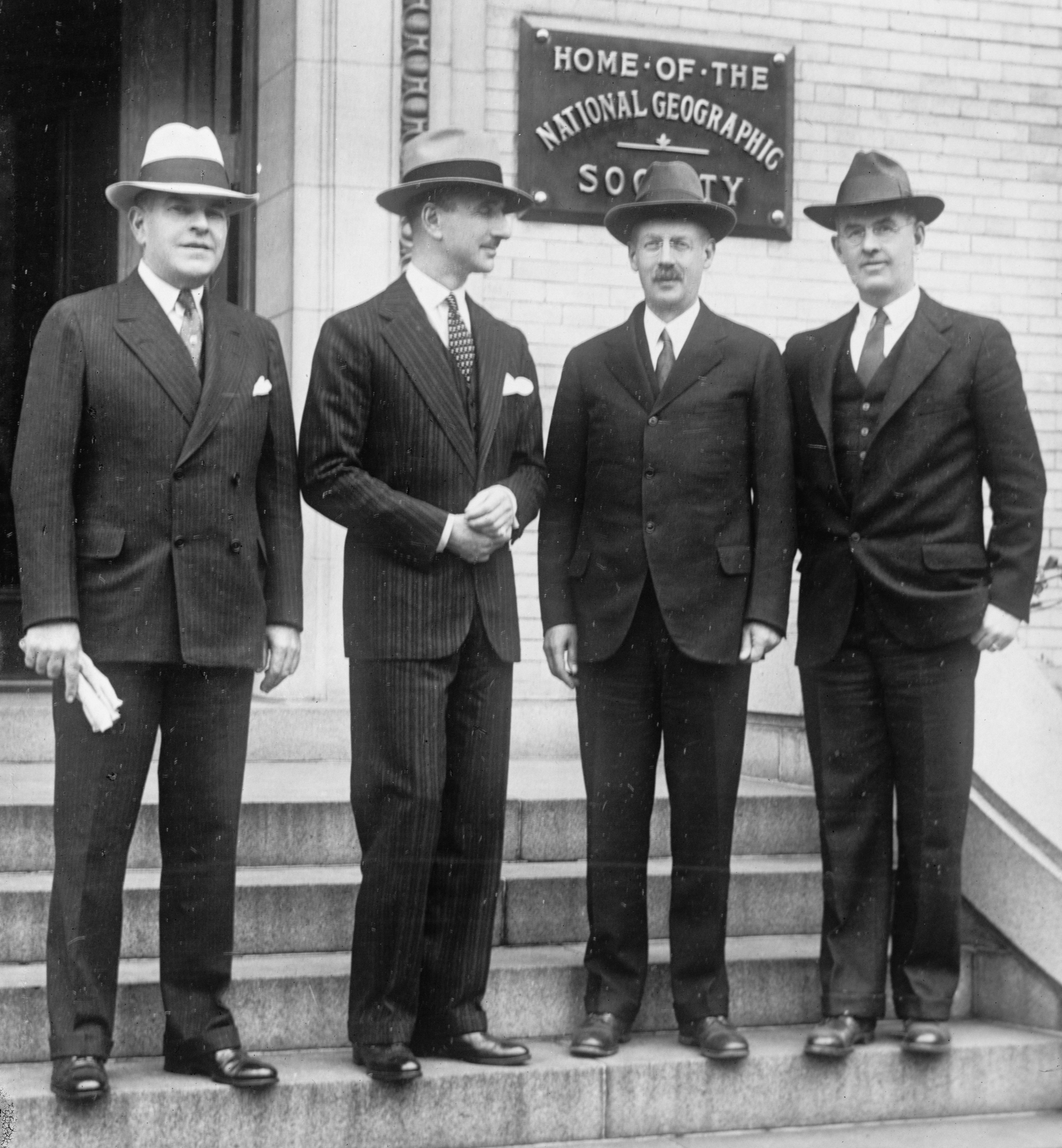
مناقشة الرحلة الاستكشافية المخطط لها في ديسمبر 1930: جون أوليفر لا غورس (نائب رئيس الجمعية الجغرافية الوطنية)، وجورج ماري هاردت (منظم ومشارك في البعثة)، وغيلبرت هوفي غروسفينور (رئيس الجمعية الجغرافية الوطنية) وماينارد أوين وليامز (صحفي أمريكي ومشارك جزئيا في البعثة).

الحملة الصفراء، (Yellow Expedition)، (بالفرنسية: Croisière Jaune)‏ كانت رحلة استكشافية فرنسية عبر آسيا، تمت في عام 1931/1932. تم تنظيمها من قبل سيتروين من أجل الترويج لمركبات (P17 Kégresse track). بدأت الرحلة الاستكشافية في بيروت، عاصمة لبنان الفرنسي. قاد الرحلة جورج ماري هاردت (Georges-Marie Haardt) و لويس أودويون -دوبروي (Louis Audouin-Dubreuil). كان هاردت قد عبر بالفعل الصحراء الكبرى والقارة الأفريقية بأكملها في بعثتين طموحتين.
سافرت مجموعة من الحملة شرقاً عبر لبنان الفرنسي، وسوريا الفرنسية، ومملكة العراق تحت الإدارة البريطانية، وبلاد فارس، وأفغانستان والهند البريطانية حتى حدود سنجان، التي كانت آنذاك منطقة مستقلة بحكم الواقع في الصين تحت سيطرة أمير الحرب جين شورن. بينما سافرت مجموعة أخرى غربًا عبر الصين من بكين إلىأورومتشي، حيث احتجزتهم قوات جين شورن كرهائن لعدة أسابيع.
شارك في البعثة عالم الآثار الفرنسي جوزيف هاكين (Joseph Hackin)، والرسام الروسي الفرنسي ألكسندر ياكوفليف(«مستشارًا فنيًا») ، والفيلسوف الفرنسي بيير تيلار دي شاردان، والمصور الأمريكي ماينارد أوين وليامز.
في أوائل عام 1932، وصلت البعثة إلى بحر الصين الشرقي. في هونغ كونغ البريطانية، حيث مات هاردت بسبب الالتهاب الرئوي وتم إلغاءالرحلة.
في عام 1934، تم إصدار فيلم وثائقي طويل للرحلة الاستكشافية. قام كلود ديلفينكور (Claude Delvincourt) بتأليف الموسيقى.
في أوائل سبعينيات القرن الماضي، تم تصوير دراما فرنسية وألمانية غربية مشتركة تصور الرحلة الاستكشافية. أثناء التصوير في تركيا، توفي الممثل البريطاني الشهير روجر ديلغادو (Roger Delgado). ومع ذلك، استمر التصوير. عُرض المسلسل في فرنسا عام 1974 وألمانيا الغربية عام 1975.

## المؤلفات
- Ariane Audouin-Dubreuil: La Croisière jaune: Sur la route de la soie, Grenoble 2013. (ردمك 2-7234-3955-0).
- M.-P. Bossard: Quer durch Asien über die alte Seidenstraße, Stuttgart/Zürich 1967. (ردمك 2-901795-39-0).
- أندريه سيتروين/Fabien Sabates/Camille Cravan/Eric Baschet (eds.): Die Gelbe Expedition Beirut-Peking 1931–1932: Eine historische Foto-Reportage, Kehl am Rhein 1979. (ردمك 3-88230-201-1).
- Georges Le Fèvre: La croisière jaune : expédition Citroën Centre-Asie Haardt, Paris 1991. (ردمك 2-901795-39-0).